# 杜穆里亞烏帕齊拉
杜穆里亞乌帕齐拉是孟加拉国庫爾納縣的一个乌帕齐拉，位於庫爾納专区的庫爾納縣。。

## 人口
據1991年孟加拉國人口普查，杜穆里亞共有戶數46,251戶，人口256503人。其中男性佔比51.12%，女性佔比48.88%；成年人口138,764人。該地7歲以上人口之平均識字率為36.1%，高於全國平均值（32.4%）。